# Альпійський розлом

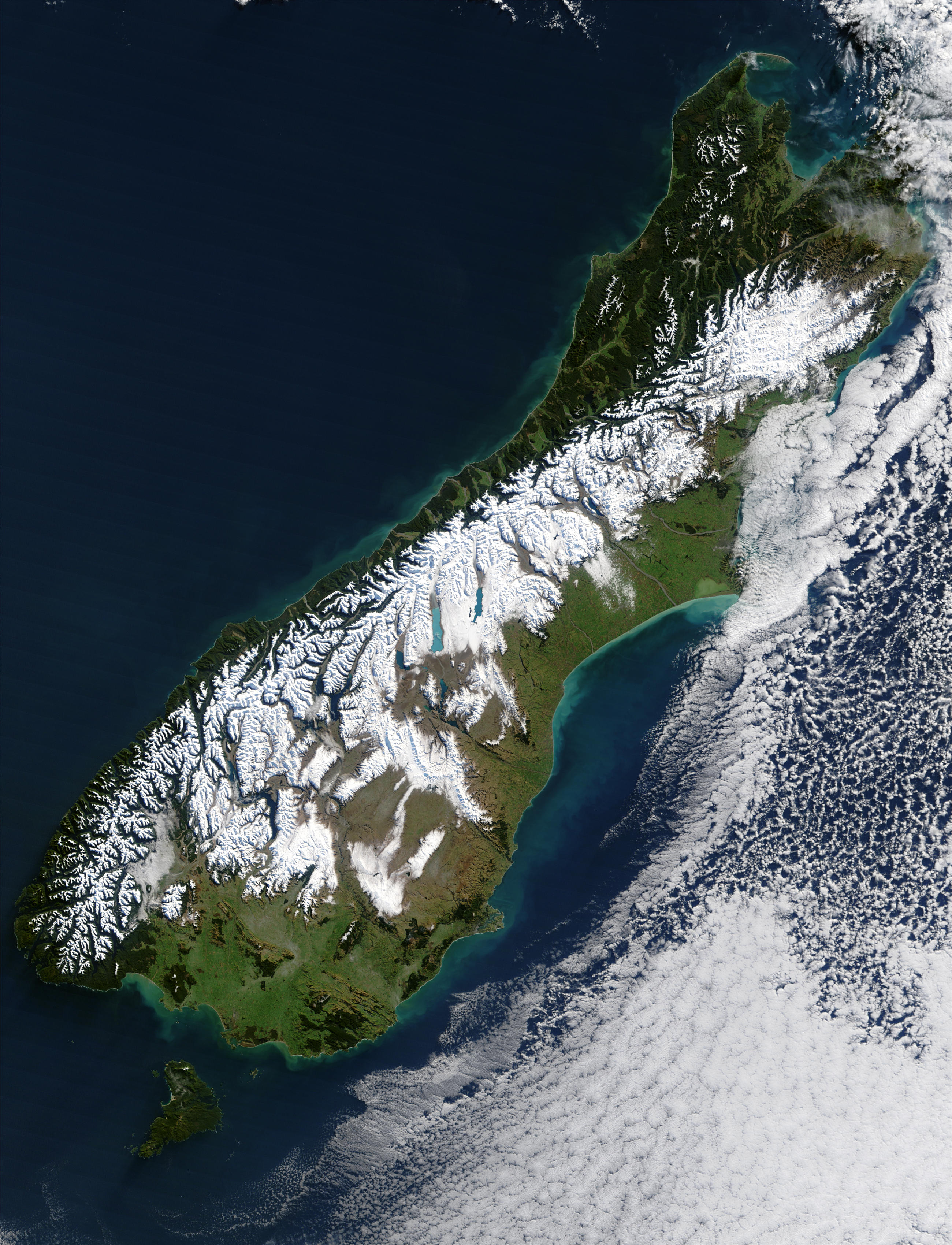
Сніг окреслює уступи (куести), сформовані Альпійським розломом в північно-західній частині Південних Альп біля західного узбережжя Південного острова Нової Зеландії. Цей супутниковий знімок зроблений після хуртовини в липні 2003 року.

Рух літосферних плит уздовж Альпійського розлому деформує Зеландський мікроконтинент, зміщуючи його південну частину (що знаходиться на Тихоокеанській плиті) до північно-західної частини, що знаходиться на Індо-Австралійській плиті

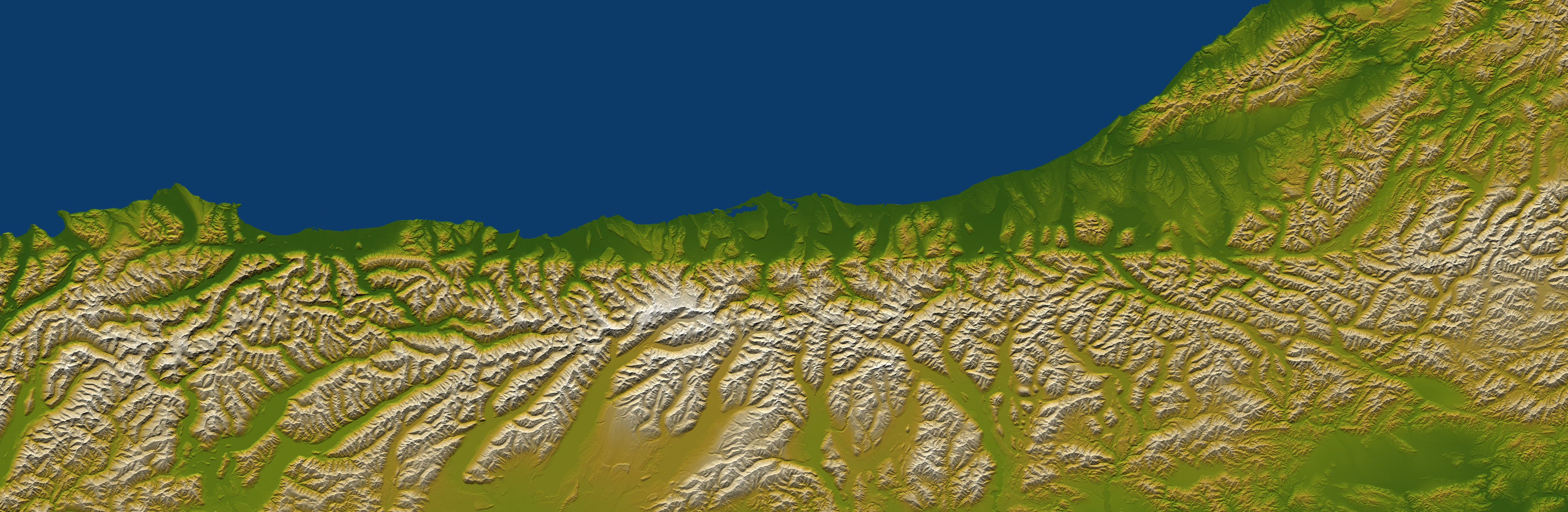
На мапі висот Південного острова Альпійський розлом виділяється прямою лінією, протяжністю 495 км. Північний захід згори

Альпі́йський розло́м (англ. Alpine Fault) — правобічний зсувний геологічний розлом, що проходить практично по всій довжині Південного острова Нової Зеландії. Це Трансформний розлом, розташований в зоні субдукції Тихоокеанської тектонічної плити під Австралійську плиту. У зоні розлому відбувається розвернення Австралійської плити щодо Тихоокеанської проти годинникової стрілки зі швидкістю 2-5 см/рік, дуже швидко за геологічними мірками. Переміщення земної кори в зоні розлому і пов'язані з ними землетруси призвели до утворення Південних Альп. Масив гірських порід, що круто здіймається з південно-східної сторони розлому є результатом конвергенції плит.
Вважається, що альпійський розлом пов'язано з системою розломів Маккварі в жолобі Пюїсегюр в південно-західній частині Південного острова. Звідти Альпійський розлом проходить уздовж західного хребта Південних Альп і розділяється на безліч невеликих правобічних скидів горизонтального зміщення на північ від перевалу Артура, відомих як система розломів Марлборо. Ця система складається з розломів: Уаїрау, Хоуп, Аватере і Кларенс. По ній зсув тектонічних плит передається від Альпійського розлому до западини Хікурангі на півночі. Розлом Хоуп, як вважають дослідники, є основним продовженням Альпійського розлому.

## Землетруси
У зоні Альпійського розлому і його північних відгалужень відбувалися сильні землетруси:
- 1848 — Марлборо, магнітуда 7,5
- 1888 — Кентербері, магнітуда 7,3
- 1929 — перевал Артура, магнітуда 7,1
- 1929 — Мерчисон, магнітуда 7,8
- 1968 — Інангахуа, магнітуда 7,1
- 2003 — Фіордленд, магнітуда 7,1
- 2009 — Фіордленд, магнітуда 7,8

## Основні тектонічні зрушення
Протягом останньої тисячі років в Альпійському розломі сталося чотири великих зміщення тектонічних плит, що викликали землетруси магнітудою 8 і вище. Вони трапилися в 1100, 1450, 1620 і 1717 роках, з інтервалом від 100 до 350 років. Землетрус 1717 торкнувся близько двох третин розлому в південній його частині, зміщення гірських порід сталися на ділянці протяжністю близько 400 км. Вчені дійшли висновку, що схожий землетрус може статися в будь-який момент, так як з 1717 роки пройшло більше часу, ніж між попередніми сильними землетрусами.
Дослідники з GNS Science побудували 8000-річну модель 24 останніх великих землетрусів, що сталися в південній частині Альпійського розлому, по відкладеннях в Хокурі-крик біля озера Мак-Керроу на півночі Фіордленду. За геологічними мірками 850-кілометровий Альпійський розлом виявився надзвичайно послідовним, тектонічні зрушення в ньому відбуваються в середньому кожні 330 років, з інтервалом від 140 до 510 років.
Великі тектонічні зрушення можуть також викликати землетруси в розломах на північ від Альпійського розлому. Існують свідчення майже одночасних зрушень в Альпійському розломі, у розломі Веллінгтон та інших великих розломах на півночі, що відбувалися як мінімум два рази за останні 1000 років.